# Chunlimón

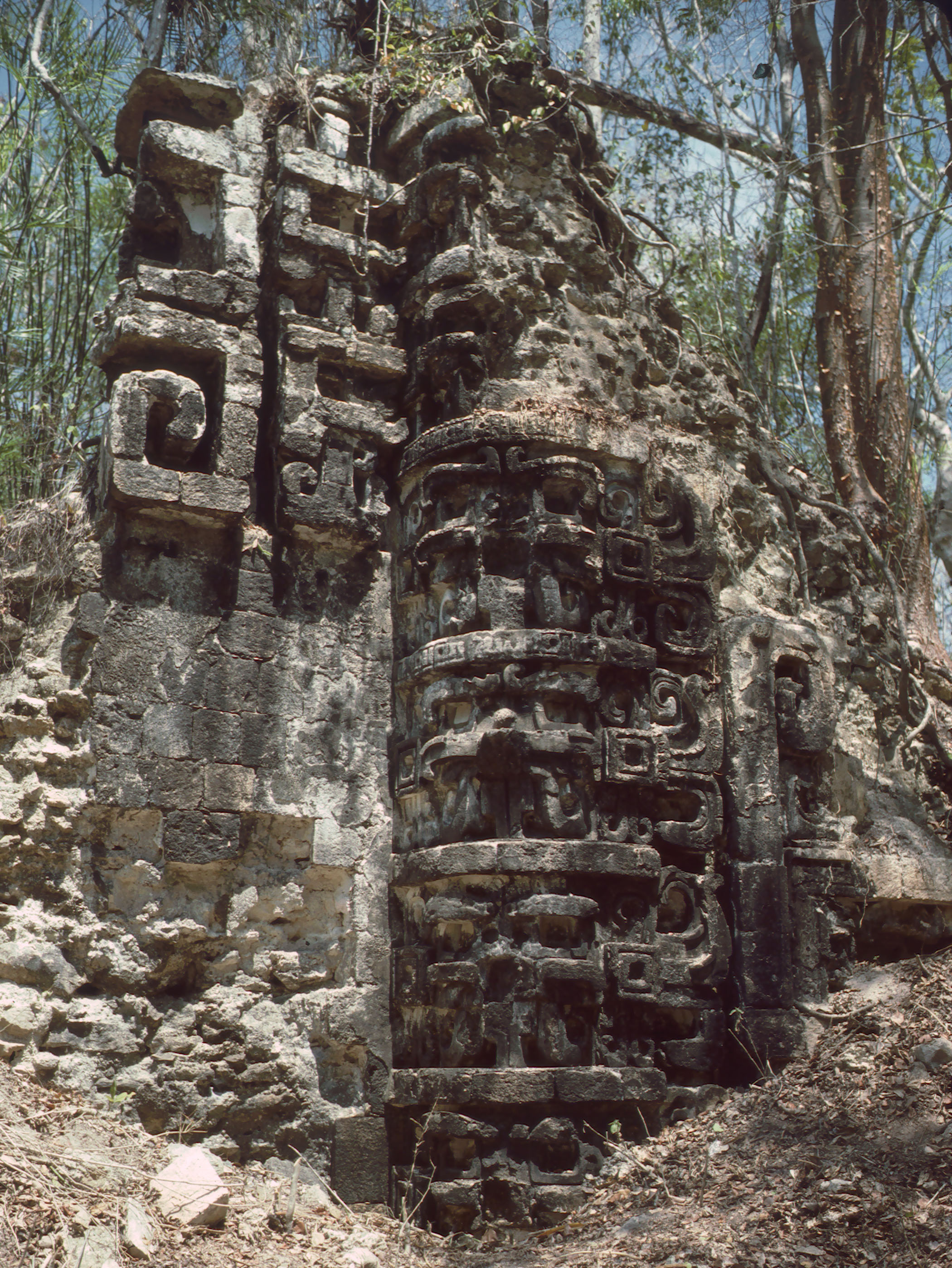
Erhaltener (linker) Teil des Schlangemauleinganges

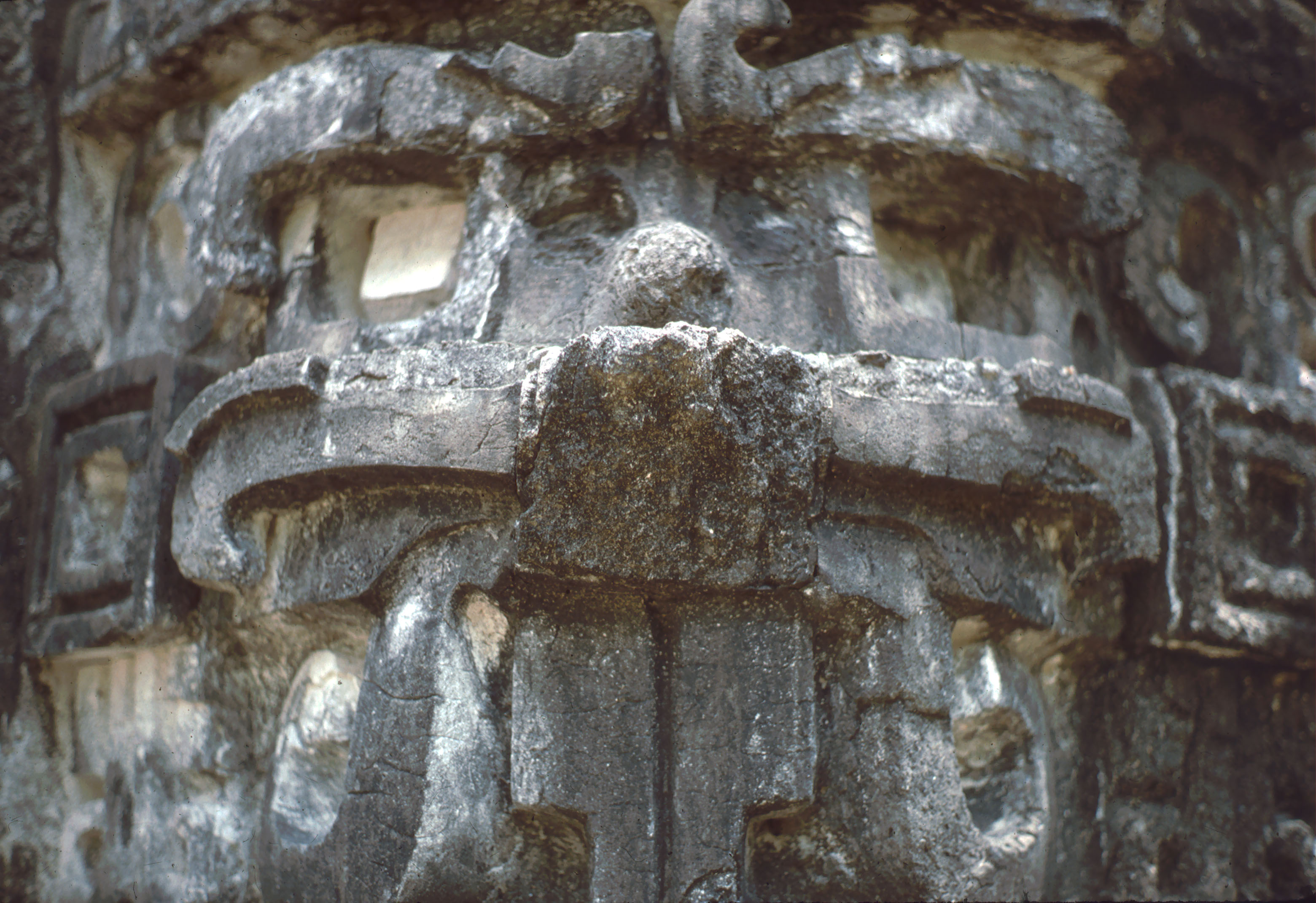
Chac-Maske

Chunlimón ist eine wenig bekannte Ruinenstätte der Maya in Mexiko. Sie befindet sich auf der Halbinsel Yucatán im Bundesstaat Campeche, ungefähr 20 Kilometer östlich des Dorfes Kankabchen. Sie ist dem Chenes-Stil zuzurechnen. Der erste kurze Bericht und eine Fotografie sind Teobert Maler zu verdanken. Erhalten ist der Teil eines Schlangenmauleinganges mit einer Kaskade von Chac-Masken. Das sehr präzise und mit minimalen Fugen ausgeführte Mauerwerk erinnert an die Mauertechnik des Río-Bec-Stils, dessen Zentrum rund 80 Kilometer weiter südlich liegt. Neben dem beschriebenen Bauwerk sind einige stark verfallene Gebäude und eine große Pyramide bekannt. In Chunlimón haben bisher keine weitergehenden archäologischen Untersuchungen stattgefunden.